# Bacong
Bacong é um município de  quarta classe de renda municipal (d) na província Negros Oriental, nas Filipinas. De acordo com o censo de 1 de maio  de  2020 possui uma população de 41 207 pessoas e 10 105 domicílios.